# Рудник Піллара
Рудник Піллара — колишній гірничодобувний майданчик на північному заході Австралії, що був частиною проєкту Леннарт-Шельф.
Поліметалічне (цинково-свинцеве) родовище Піллара (спершу носило назву Блендевейл) виявили в 1978-му та ввели в дію у 1998 році. Розробка велась підземним способом з доступом до виробіток через транспортний ухил. Вилучена руда спрямовувалась на збагачувальну фабрику Піллара.
Потужність рудника первісно визначили як 1,5 млн тонн, проте у 2000-му завершили модернізацію збагачувальної фабрики, яка дозволяла приймати 1,8 млн тонн руди з Піллара.
Проєктом розробки опікувалась австралійська компанія Western Metals, що невдовзі потрапила у складне фінансове становище та в 2003-му перейшла під зовнішнє управління. Того ж року роботи на Піллара припинились, при цьому за період з 1997 по 2003 роки накопичений видобуток склав 10,3 млн тонн руди з середнім вмістом 6,9 % цинку та 2,3 % свинцю.
Далі проєкт Леннарт-Шельф викупила Teck Cominco Limited, яка у спілці з гірничодобувним концерном Xstrata відновила розробку Піллара у лютому 2007-го (кожен з партнерів мав по 50 % участі). Потужність рудника тепер рахувалась як 1 млн тонн на рік, що дозволяло вилучити залишкові запаси за кілька років (вони оцінювались у 3 млн тонн руди з середнім вмістом 7,3 % цинку та 1,8 % свинцю, крім того ресурси категорій виміряні та показані становили 2,5 млн тонн). До кінця 2007-го з руди Піллара вдалось отримати концентрати, що містили 21 тисячу тонн цинку та 6 тисяч тонн свинцю, але вже у вересні 2008-го роботу на Піллара припинили через чергову зміну ринкової кон'юктури.
Наразі копальня пройшла через процедуру рекультивації.